# Perrierina subquadrangula
Perrierina subquadrangula är en musselart som beskrevs av Dell 1952. Perrierina subquadrangula ingår i släktet Perrierina och familjen Cyamiidae. Inga underarter finns listade i Catalogue of Life.